# ゴースト・ナース 背徳病棟
『ゴースト・ナース 背徳病棟』（タイ語: สวยลากไส้、英語: Sick Nurses）は、2007年に製作されたタイのホラー映画。

## キャスト
- チョン・ワチャナーノント
- チッドジュン・ルジパン
- アセ・ワーン
- カンヤー・ラッターナーペット